# 55331 Putzi
55331 Putzi è un asteroide della fascia principale. Scoperto nel 2001, presenta un'orbita caratterizzata da un semiasse maggiore pari a 3,1301413 UA e da un'eccentricità di 0,1836481, inclinata di 12,21913° rispetto all'eclittica.